# Château d'Agey
Le château d'Agey est situé au creux d'un vallon au plus bas du village d'Agey à l'est, sur les rives du ruisseau La Sirène, entre les collines de Montfeuson, Mont Rond, et Veluzotte. Il date des XVIe – XVIIe siècles.

## Situation
Il est à environ 20 kilomètres (à vol d'oiseau) à l'ouest de Dijon, à 315 m d'altitude en rive gauche (côté nord) de la Sirène, affluent de l'Ouche et qui coule d'ouest en est. Comme le montre la carte IGN, la vue est ouverte principalement vers l'est, avec à 1 500 m de distance la vallée de l'Ouche très encaissée en contrebas (falaises atteignant 50 m de dénivellation) et le mont Aigu (527 m d'altitude) en droite ligne à l'est-nord-est en direction de Dijon. Au nord, le château est au pied d'une barre longeant la Sirène, d'environ 30 m de hauteur. Au sud-ouest se trouve le massif portant la forêt de Veluze (588 m d'altitude) et au nord-ouest le massif de Montfeulson (537 m d'altitude).
Guettard le décrit comme « situé dans une gorge étroite, entourée de montagnes qui regardent le nord & le levant ; la trop grande proximité de ces montagnes n'est point avantageuse à ce château, mais l'éloignement de celles qui sont au midi, & qu'on ne voit que dans le lointain, bornent agréablement la vue, après qu'elle s'est encore plus agréablement promenée sur les objets répandus dans cette gorge; & surtout sur les beaux jardins… ».

## Historique
Il est édifié au cours des XVIe et XVIIe siècles par la Maison de Gros d'Agey, seigneur d'Agey.[réf. nécessaire]
Une forteresse est mentionnée pour la première fois à Aigey en 1451-1454
Au tournant du XVIe siècle Antoine Gros fait construire un bâtiment adjoignant la tour de guet.
Zacharie Chappellain fait reconstruire ce bâtiment dans la première moitié du XVIe siècle.[réf. nécessaire]

### Architecture
Cet édifice a deux cours autour desquelles sont disposés les différents bâtiments. Au fond de la haute cour ou cour principale, le logis est flanqué, à sa droite, par une aile en retour d'équerre. À gauche, en contrebas, se trouvent la basse cour et un bâtiment en fer à cheval avec un corps de passage : les communs, grange, remises, écuries.
Un mur de soutènement sépare les deux cours, dans lequel fut réalisé un lavoir avec quatre ouvertures en anse de panier.[réf. nécessaire]

#### Logis
Corps de bâtiment en longueur, à étage carré, surmonté d'un comble avec un toit à croupes. Dans son prolongement à droite, s'élève une tour carrée à deux étages et combles couverts d'une toiture en pavillon. Le bâtiment fut transformé au XIXe siècle par son doublement en profondeur et la pose d'un escalier circulaire. Une avancée de la façade, au centre du bâtiment, comporte au rez-de-chaussée trois portes auxquelles on accède par un perron de trois marches en pierre s'étendant sur toute la longueur de cette avancée.[réf. nécessaire]
Ces bâtiments ont la particularité d'avoir six types de couverture différents, à savoir : toit à longs pans, à croupe, toit conique, dôme et dôme ovale, recouverts de trois types de matériaux, ardoise, tuile plate et pierre.[réf. nécessaire]

#### Parc et jardin d'agrément
Marie-Gabrielle de Pons de Rennepont, l'épouse d'Henri-Anne de Fuligny-Damas de Rochechouart, en dessine les parterres, les pièces et jets d'eau. « … les beaux jardins auxquels Madame de Rochechouart a donné naissance, là où il y avait des marais ou des terres marécageuses ; rien ne manque à ces jardins, parterres bien dessinés, boulingrins, pièces et jets d'eau, bosquets de différentes constructions, belles et grandes terrasses pour lesquelles madame de Rochechouart a été obligée de faire sauter des rochers considérables et d'une pierre, quoique calcaire, d'une dureté assez grande ». Ces jardins sont remplacés au XIXe siècle par un parc paysager disparu de nos jours ; de ce jardin et du parc, ont été retirées des plantes rares transportées au jardin botanique de Dijon.[réf. nécessaire]

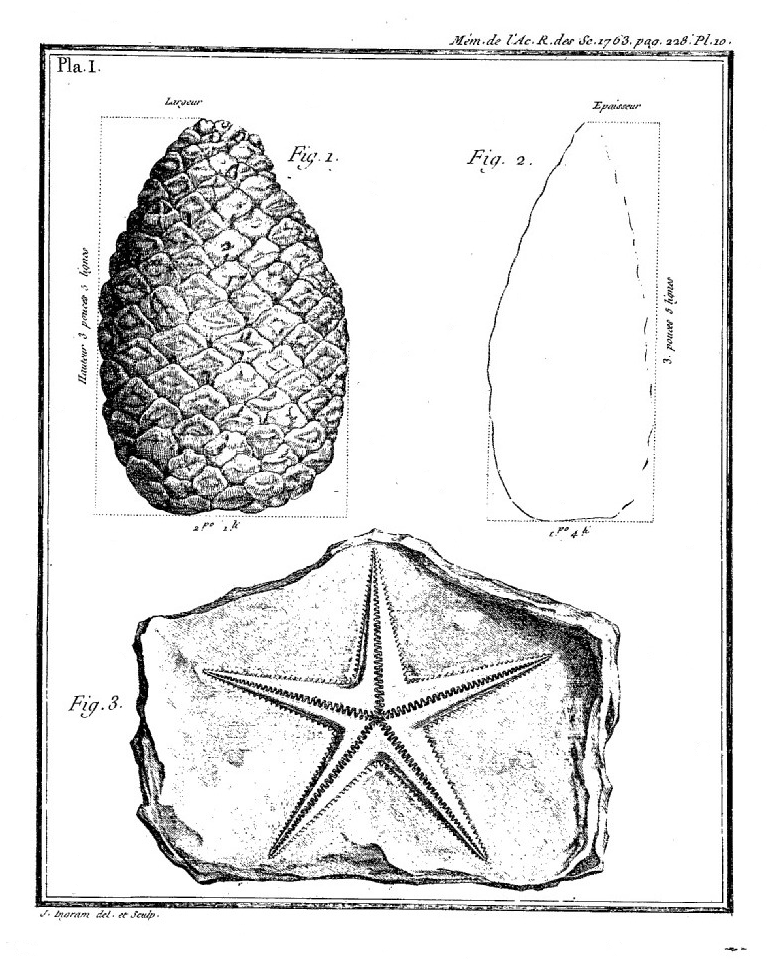
L'étoile de mer du cabinet d'histoire naturelle (la pomme de pin est du cabinet du naturaliste Moll).

#### Cabinet d'histoire naturelle
Réalisé dans le parc par Marie-Gabrielle de Rochechouart, ce cabinet était un des plus importants de la Bourgogne et du royaume. Il a été visité par l'académicien Jean-Étienne Guettard qui en donne une longue description (pas moins d'un tiers de son mémoire d'Observations minéralogiques en France et en Allemagne), et notamment de son carrelage auquel il consacre sept pages :
« … Les carreaux du Cabinet sont faits de ces marbres que l'on trouve dans cette région de Bourgogne. Ils sont octogonaux à quatre grands pans et à quatre petits pans, ceux qui touchent les murs sont carrés long d'un pied et demi, au nombre de cinquante quatre… ».

#### Chapelle
Aujourd'hui disparue.

### Seigneurs et propriétaires depuis leXIIesiècle
- XIIe – XIVe siècle : époque d'origine de la Maison d'Agey ; celle-ci s'éteint à la fin du XIVe siècle[7].
- c. 1415 : Jeanne de l'Espinasse ; ses héritiers cèdent Agey à la Maison de Saint-Nectaire vers cette date[7].
- 1451-1454 : la forteresse d'Aigey est mentionnée comme appartenant à Thibaud de Rougemont et aux seigneurs de Thalemer (Jean de Rougement avant 1417, puis un Thalemer en 1461, possèdent aussi le château de Flée au Val-Larrey en Côte-d'Or[réf. souhaitée]).
- 1488[7] : Antoine Gros, greffier en chef au Parlement de Dijon (1483)[8], achète Agey à Antoine II de Saint-Nectaire[7]. Antoine Gros, premier fils de Jean Gros dit l'aîné, est seigneur d'Agey et en partie d'Ancey[8].
- Jean Gros, fils d'Antoine[7]. Son frère Etienne est en partie seigneur d'Agey et d'Ancey. Jean épouse Jeanne Druet[8] et meurt avant le 1er juin 1557[9],[n 2].
- Jeanne Gros, fille de Jean[8]. Elle épouse en 1re noces Zacharie Chapelain, greffier civil et criminel et des présentations à la cour de Dijon ; devenue veuve, elle épouse en 2e noces Jacques de Vintimille après le 13 novembre 1551[n 3],[7],[10].
- Jacques Chapelain d'Agey (ou « Chappelain »), fils aîné de Zacharie[11].
- Melchior Chapelain d'Agey, fils de Jacques.
- 1638 : Pierre Chapelain d'Agey, fils de Melchior fin de cette dynastie. Sa veuve : Marie-Catherine recueille l'héritage de son mari (Agey, Ancey, Rocheprise, Bremur, Vaurois) pour l'apporter à son second mari : Edmé de Sommièvre, baron d'Ampilly.
- 1662-1671 : Edmé Sommièvre ou Sommyèvre, baron d'Ampilly (1641-1664)[7].
- 1671-1700 : Maison de Mouhy avec Hilaire Bernard de Moulhy (?-1695), trésorier de France, qui achète la seigneurie à Marie-Catherine en 1671.
- 1700-1714 : Jean de la Coste, successeur de Mouhy qui vend à Henry Anne de Fuligny-Damas.
- 1714-1785 : Maison des Fuligny-Damas de Rochechouart, dont :
  - Henry Anne de Fuligny-Damas, comte de Rochechouart (3 mai 1669-24 février 1745)[n 4], seigneur d'Agey, baron de Marigny-sur-Ouche, Couches et Saint-Péreuse, marié en secondes noces le 7 février 1735 à Marie Gabrielle de Pons de Rennepont (? -1779) (1711-1802)[n 1] dont : Antoine-Alexandre César, marquis de Fuligny-Damas (1736-1802) ; Jean-Baptiste François Gabriel, décédé Chevalier de Malte (1739-?) ; Charlotte Eustache Sophie de Fuligny-Damas, chanoinesse de Remiremont en 1750, puis, dix ans plus tard, mariée au marquis de Grollier[12],[n 5].
- Antoine-Alexandre César Fuligny-Damas de Rochecouart. Endetté il se sépare de Marigny et Athie, puis d'Agey en 1785, conservant Aubigny qui devient l'héritage des Pot et est vendu comme bien national à la Révolution. Sa femme se réfugie à Flagey-Echézeaux, leur dernière possession. Il n'avait qu'une fille : Catherine, qui réussit à obtenir la restitutions de quelques pièces de bois à d'Aubigny en l'an XI.
- 1785-1806 : Maison de Courbeton dont Jean Vivant Micault de Courbeton (10 mai 1725-17 mars 1794), Président au Parlement de Bourgogne, seigneur d'Agey, Barbirey-sur-Ouche, Fleurey-sur-Ouche, Meilly-sur-Rouvres, Maconge, Pommard, Santenay, mort décapité.
- 1806-1989 : Maison de Mareschal de Charentenay, dont :
- Charles Marie Éric Luc Mareschal de Charentenay, ancien conseiller au Parlement de Besançon. Agey reste dans cette famille jusqu'en 1989.

Depuis 1989, il appartient à quatre propriétaires qui occupent chacun différentes parties.

### Visiteurs célèbres
- Jean-Étienne Guettard (1715-1786), académicien séjourna au château, invité de Madame de Rochechouart avant que celui-ci ne parte en Allemagne. Il donna communication à l'Académie Royale des Sciences du résultat de ses observations des minéraux conservés dans le cabinet d'histoire naturelle de la comtesse[13], essentiellement des "marbres de Bourgogne" dont elle a fait carreler son cabinet d'histoire naturelle en enrefistrant la provenance de chaque pièce[14]

### Archives
Les archives anciennes de la seigneurie d'Agey comportent des documents allant de 1450 à l'an XIII et sont riches en pièces de la fin du XVe siècle ; elles incluent aussi les papiers des Fuligny-Damas de Rochechouart. Ces documents sont conservés dans le fonds de Charentenay (VII F) aux archives départementales de la Côte-d'Or.